# 4-Гидроксициклофосфамид
4-Гидроксициклофосфамид — основной активный метаболит известного цитостатического противоопухолевого химиотерапевтического лекарственного препарата алкилирующего типа — циклофосфамида.
Как и родительское соединение, 4-гидроксициклофосфамид относится одновременно и к производным оксазафосфорина, и к диамидофосфатам, и к производным бис-β-хлорэтиламина.
В растворах гидроксициклофосфамид частично таутомеризуется в алдофосфамид, с которым находится в динамическом равновесии. Алдофосфамид, в свою очередь, легко проникает в клетки (легче, чем родительское соединение — циклофосфамид, и легче, чем его таутомер 4-гидроксициклофосфамид). Большая часть алдофосфамида затем метаболизируется ферментом альдегиддегидрогеназой в неактивный карбоксициклофосфамид. Однако некоторая часть алдофосфамида гидролизуется внутриклеточным ферментом фосфатазой (фосфорамидазой) до двух соединений, обладающих прямой цитотоксической активностью — фосфорамид мустарда и акролеина.
4-Гидроксициклофосфамид, так же как и его таутомер алдофосфамид, и в отличие от «родительского» соединения, циклофосфамида, химически нестабилен (в растворах быстро гидролизуется). Поэтому его непосредственное применение в химиотерапии злокачественных опухолей невозможно. Тем не менее, 4-гидроксициклофосфамид послужил основой для синтеза нового, более химически стабильного, соединения — мафосфамида, который представляет собой 4-тиоэтансульфоновый эфир 4-гидроксициклофосфамида. В настоящее время мафосфамид проходит I фазу клинических испытаний.